# Вудворд (Оклахома)
Вудворд (англ. Woodward) — місто (англ. city) в США, в окрузі Вудворд штату Оклахома. Населення — 12 133 особи (2020).

## Географія
Вудворд розташований за координатами 36°25′29″ пн. ш. 99°24′17″ зх. д. / 36.42472° пн. ш. 99.40472° зх. д. (36.424832, -99.404726).  За даними Бюро перепису населення США в 2010 році місто мало площу 34,13 км², з яких 33,98 км² — суходіл та 0,15 км² — водойми.

### Клімат
| Клімат : Вудворд        | Клімат : Вудворд | Клімат : Вудворд | Клімат : Вудворд | Клімат : Вудворд | Клімат : Вудворд | Клімат : Вудворд | Клімат : Вудворд | Клімат : Вудворд | Клімат : Вудворд | Клімат : Вудворд | Клімат : Вудворд | Клімат : Вудворд | Клімат : Вудворд |
| Показник                | Січ.             | Лют.             | Бер.             | Квіт.            | Трав.            | Черв.            | Лип.             | Серп.            | Вер.             | Жовт.            | Лист.            | Груд.            | Рік              |
| Абсолютний максимум, °C | 28,3             | 32,8             | 33,3             | 37,8             | 41,1             | 43,9             | 43,9             | 43,9             | 40,0             | 37,8             | 30,6             | 32,2             | 43,9             |
| Середній максимум, °C   | 9,4              | 12,2             | 17,8             | 23,3             | 27,8             | 32,8             | 35,0             | 33,9             | 29,4             | 23,3             | 15,6             | 10,0             | 22,6             |
| Середній мінімум, °C    | −5,6             | −2,8             | 2,2              | 7,8              | 13,3             | 18,3             | 20,6             | 19,4             | 14,4             | 7,8              | 1,1              | −4,4             | 7,7              |
| Абсолютний мінімум, °C  | −25,6            | −23,9            | −22,2            | −8,9             | −2,2             | 5,6              | 7,2              | 8,3              | 0,6              | −7,8             | −15              | −20,6            | −25,6            |
| Норма опадів, мм        | 18               | 23               | 54               | 57               | 110              | 87               | 65               | 64               | 55               | 55               | 38               | 26               | 651              |
| ----------------------- | ---------------- | ---------------- | ---------------- | ---------------- | ---------------- | ---------------- | ---------------- | ---------------- | ---------------- | ---------------- | ---------------- | ---------------- | ---------------- |
| Джерело: weather.com    |                  |                  |                  |                  |                  |                  |                  |                  |                  |                  |                  |                  |                  |

## Демографія
Згідно з переписом 2010 року, у місті мешкала 12 051 особа в 4917 домогосподарствах у складі 3150 родин. Густота населення становила 353 особи/км².  Було 5719 помешкань (168/км²).
Расовий склад населення:
| - 85,8 % — білих - 2,6 % — корінних американців - 0,8 % — азіатів - 0,3 % — чорних або афроамериканців - 7,3 % — осіб інших рас |

До двох чи більше рас належало 3,0 %. Частка іспаномовних становила 13,0 % від усіх жителів.
За віковим діапазоном населення розподілялося таким чином: 25,7 % — особи молодші 18 років, 60,3 % — особи у віці 18—64 років, 14,0 % — особи у віці 65 років та старші. Медіана віку мешканця становила 35,2 року. На 100 осіб жіночої статі у місті припадало 97,1 чоловіків;  на 100 жінок у віці від 18 років та старших — 95,6 чоловіків також старших 18 років.
Середній дохід на одне домашнє господарство  становив 67 498 доларів США (медіана — 55 131), а середній дохід на одну сім'ю — 78 098 доларів (медіана — 69 821). Медіана доходів становила 52 343 долари для чоловіків та 27 368 доларів для жінок. За межею бідності перебувало 13,7 % осіб, у тому числі 19,1 % дітей у віці до 18 років та 11,7 % осіб у віці 65 років та старших.
Цивільне працевлаштоване населення становило 6024 особи. Основні галузі зайнятості: сільське господарство, лісництво, риболовля — 18,0 %, освіта, охорона здоров'я та соціальна допомога — 17,0 %, роздрібна торгівля — 14,9 %.